# Публий Корнелий Сципион Азина
Вижте пояснителната страница за други личности с името Публий Корнелий Сципион.
Публий Корнелий Сципион Азина (на латински: Publius Cornelius Scipio Asina) e политик на Римската република.
Той е син на Гней Корнелий Сципион Азина (консул 260 и 254 пр.н.е.).
През 221 пр.н.е. Публий е избран за консул заедно с Марк Минуций Руф и се бие победоносно против хистрите, които грабели римските кораби и ги подчинява. През 217 пр.н.е. е номиниран за interrex per celebrar comicis.